# 顧嗣立
顧嗣立（1669年—1722年），字俠君，又字閭丘，號秀野，江南蘇州府長洲縣唯亭沙湖人，清朝詩人。

## 生平
顧予咸之子。康熙八年（1669年）出生，二十歲始學詩，好搜集元人詩集，好賓客，成立“酒人社”，嗜酒豪飲，人稱酒王、酒帝，在《四十生日自述詩》中寫道：“愛客常儲千日酒，讀書曾破萬黃金。”康熙三十八年（1699年）己卯科順天鄉試第五十名舉人，是年康熙帝南巡，顧⽒被召⾒，呈〈萬壽聖德詩〉。康熙四十四年，帝再度南巡，召试取中，至京編纂《御選宋金元明四朝詩》。康熙五十一年（1712年）壬辰科二甲第二十八名進士，選翰林院庶吉士，引疾歸里。康熙六十一年（1722年）卒。著有《元詩選》、《秀野草堂集》、《昌黎先⽣詩集注》、《寒廳詩話》等。

## 家族
父顧予咸。母金氏。
有兄弟七人，皆名滿天下。